# Qantas
A Qantas Airways Limited Ausztrália nemzeti légitársasága.
A neve mozaikszó: Queensland and Northern Territory Aerial Services Ltd.
A Qantas Airways Ausztrália első számú légitársasága. 60 célállomásra repül belföldön, és több mint 85 helyre nemzetközileg (a code-sharinget is beleértve) 35 országba. A légiközlekedésben részt vesz mint QantasLink, és az alacsony árú Jetstar nevek alatt Ausztráliában és az ázsiai/csendes-óceáni régióban. Összességében 225 repülőgép van a flottájában. A Qantas része a Oneworld globális légi szövetségnek (amit a British Airways és az American Airlines irányít). 2008 végén a Qantas és a British Airways tárgyalásokba kezdett egy esetleges összevonásról, de az üzletből nem lett semmi.

## Adatai
- Megalakulása: 1920-ban, mint Queensland and Northern Territory Aerial Services Ltd.
- Alkalmazottak száma: 33 670 (2008-ban)
- Bevétel: 11,35 milliárd AUD (2004-es adat)[2]

## Flotta

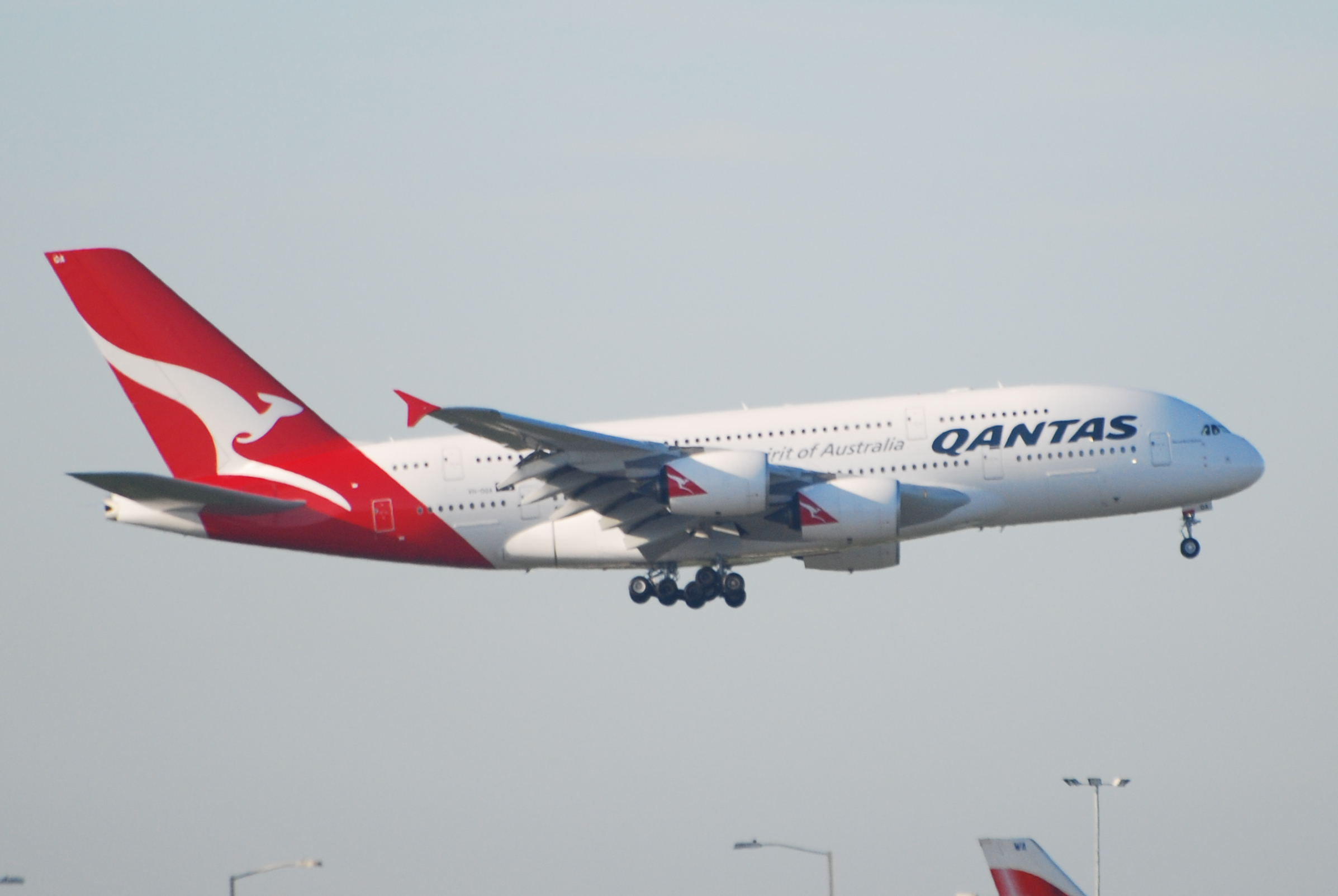
A380-800 a Qantas színeiben

A következő repülőgép típusok alkotják a Qantas flottáját (2025. január):
| Típus            | Szolgálatban | Rendelések | Passengers | Passengers | Passengers | Passengers | Passengers | Passengers           | Notes |
| Típus            | Szolgálatban | Rendelések | F          | B          | PE         | E          | Összesen   | Refs                 | Notes |
| ---------------- | ------------ | ---------- | ---------- | ---------- | ---------- | ---------- | ---------- | -------------------- | --- |
| Airbus A321XLR   | —            | 3          | —          | 20         | —          | 180        | 200        | [ 4 ] [ 5 ] [ 6 ]    | Az első 3 gép 180 turista osztályű üléssel 2025 áprilisától áll szolgálatba. További 94 opció az A220-as és A320neo gépcsaládra.                                                                 |
| Airbus A321XLR   | —            | 25         | —          | 20         | —          | 177        | 197        | [ 4 ] [ 5 ] [ 6 ]    | Az első 3 gép 180 turista osztályű üléssel 2025 áprilisától áll szolgálatba. További 94 opció az A220-as és A320neo gépcsaládra.                                                                 |
| Airbus A330-200  | 8            | —          | —          | 27         | —          | 224        | 251        | [ 9 ]                | 2027-től Boeing 787-esekre és Airbus A350-esekre cserélik. |
| Airbus A330-200  | 8            | —          | —          | 28         | —          | 243        | 271        | [ 11 ]               | 2027-től Boeing 787-esekre és Airbus A350-esekre cserélik. |
| Airbus A330-300  | 10           | —          | —          | 28         | —          | 269        | 297        | [ 12 ]               | 2027-ig Boeing 787-esekre és Airbus A350-esekre cserélik. |
| Airbus A350-1000 | —            | 12         | 6          | 52         | 40         | 140        | 238        | [ 14 ] [ 15 ]        | Kiszállítás 2026-tól. |
| Airbus A350-1000 | —            | 12         | TBA        | TBA        | TBA        | TBA        | TBA        |                      | Kiszállítás 2028-től az Airbus A330-os cseréjére. |
| Airbus A380–800  | 10           | —          | 14         | 70         | 60         | 341        | 485        | [ 18 ] [ 19 ] [ 20 ] | Nyolc gép teljesít jelenleg szolgálatot, a fennmaradó gépek 2025 elején állnak újra menetrend szerinti forgalomba. A Qantas 2032-től az A380-osakat 787-esekre és A350-esekre jogosult cserélni. |
| Boeing 737–800   | 75           | —          | —          | 12         | —          | 162        | 174        | [ 22 ]               | 2025-től az Airbus A321XLR típus váltja. |
| Boeing 787–9     | 14           | 4          | —          | 42         | 28         | 166        | 236        | [ 23 ] [ 24 ]        | További négy gépet rendeltek 2023-ban, ezek 2027-től az Airbus A330-osakat váltják. |
| Boeing 787-10    | —            | 8          | TBA        | TBA        | TBA        | TBA        | TBA        |                      | Kiszállítás 2027-től az Airbus A330-asok cseréjére. |
| Total            | 125          | 64         |            |            |            |            |            |                      | |

## Története évszámokban
- 1920: A Qantas megalakulása.
- 1947: Elindul a "Kenguru út" Londonba, Szingapúron keresztül.
- 1967: A koalát választják a társaság tévés kabalájának.
- 1979: A Qantas-nak van először olyan légiflottája, amiben csak Boeing 747-ek vannak.
- 1982: Új repülőgéptípusokkal modernizálják a flottát.
- 1989: Az első nonstop Sydney-London út.
- 1992: A Qantas átveszi az Australian Airlines-t.
- 1993: A British Airways 25 százalékos részesedést vásárol a Qantas-ból.
- 1995: A Qantas részvények nyilvánossá válnak.
- 2001: A Qantas uralja az otthoni piacot.
- 2003: A Qantas befektet néhány helyi légitársaságba.[2]